# Republic of Ireland Act
Der Republic of Ireland Act (irisch Acht Phoblacht na hÉireann) war ein Gesetz des irischen Parlaments (irisch: Oireachtas Éireann), das 1948 beschlossen wurde und am 18. April 1949 in Kraft trat.
Darin wurde festgelegt, dass die offizielle Bezeichnung von  Éire Republik Irland sein sollte. 
Damit wurde Irland ganz offiziell Republik, und es trat aus dem Commonwealth of Nations aus.